# Globalno vijeće za energiju vjetra
Globalno vijeće za energiju vjetra (GWEC) je međunarodna trgovačka udruga za industriju vjetroelektrana. Osnovano je 2005. godine kako bi se osigurao reprezentativni forum za cijeli sektor energije vjetra na međunarodnoj razini. Novo izvješće koje je pokrenulo Globalno vijeće za energiju vjetra predviđa da će, unatoč privremenim poteškoćama, međunarodna tržišta vjetra nastaviti s jakim rastom. 2006. godine ukupna instalirana snaga vjetroelektrana povećala se za 25% na globalnoj razini te je porasla globalna snaga vjetra za više od 74GW. Iako je Europska unija još uvijek vodeće tržište energije vjetra s preko 48GW instaliranih kapaciteta i ostale države se polako razvijaju u tom smjeru.
Emisije CO2 širom svijeta su u 2012. godini povećane za 1,4 % na 31,6 milijardi tona, prema procjenama Međunarodne agencije za energetiku (IEA).  Prosječni porast temperature mora biti ograničen ispod 2 oC kako bi se spriječilo uništavanje prirode, propadanje usjeva i taljenje ledenjaka. Podaci  Arhivirana inačica izvorne stranice od 20. prosinca 2018. (Wayback Machine) pokazuju da je svijet na putu prema prosječnom porastu temperature između 3,6 oC i 5,3  oC. Globalne emisije trebaju početi padati do 2020. godine, a hitno se zahtijeva povećanje korištenja obnovljivih izvora energije. Kratkoročno tri ključne opcije dostupne za ublažavanje emisija stakleničkih plinova uključuju brzo korištenje obnovljivih izvora energije, prvenstveno vjetroelektrana; eskalacija napora na promicanju energetske učinkovitosti i prebacivanje goriva iz ugljena u plin. Prema petom izvješću IPCC-a iz 2018. godine o klimatskim promjenama i globalnom zatopljenju novi cilj je zadržati rast temperature ispod 1,5 oC.
Povećanje snage vjetra ključno je za borbu protiv klimatskih promjena posebno zbog sljedećih razloga: snaga vjetra se brzo instalira, generiranje energije vjetra pruža čistu električnu energije, snaga vjetra ne emitira štetne tvari te proizvodnja energije vjetra ima minimalnu stopu korištenja vode.

## O GWEC-u

### Misija i članovi[3]
Misija vijeća je promicanje vjetroelektrane kao odgovor na današnje energetske izazove, pružajući značajne ekološke i ekonomske koristi.
Cilj članova je predstaviti prednosti vjetroelektrane - nacionalnim vladama, političarima i međunarodnim institucijama kako bi se stvorio bolji politički okoliš za izgradnju vjetroparkova. GWEC i njegovi članovi aktivni su diljem svijeta, obrazuju lokalne i nacionalne vlade i međunarodne agencije o prednostima vjetroelektrana. Provode se razna istraživanja i analize u više od 80 zemalja. Potiče se suradnja među državama kako bi se podijelila iskustva i mišljenja o korištenju čiste energije.
GWEC predstavlja industriju vjetra u sljedećim međunarodnim organizacijama: United Nations Climate Change (UNFCCC), International Renewable Energy Agency (IRENA), International Energy Agency (IEA), Renewable Energy Police Network for the 21st Century (REN21).
GWEC je organizacija utemeljena na članstvu koja predstavlja cijeli sektor energije vjetra. Članovi predstavljaju više od 1.500 tvrtki, organizacija i institucija u više od 80 zemalja, uključujući proizvođače, programere, dobavljače komponenti, istraživačke institute, udruge obnovljivih izvora energije, pružatelje električne energije, financijske i osiguravajuće tvrtke, sve nacionalne udruge uključijući tržište Sjedinjenih Američkih Država, Indije i Kine.
Financiranje je iz članarina tvrtke.
Predsjednik Vijeća je Morten Dyrholm
Globalno vijeće za energiju vjetra ima predstavništva u Washingtonu D.C i Peking. Tajništvo se nalazi u Wind Power Houseu u Bruxellesu.

### Projekti
Arhivirana inačica izvorne stranice od 18. veljače 2021. (Wayback Machine)
FOWIND - Iskorištavanje vjetra u Indiji (2013-2018)
Četverogodišnji projekt za izradu smjernica za vjetropark na vodi u Indiji. Delegacija Europske unije u Indiju, u bliskoj suradnji s indijanskim Ministarstvom nove i obnovljive energije, dodijelila je 4 milijuna eura za projekt koje je vodio GWEC u okviru programa indoeuropske suradnje. FOWIND projekt nastoji olakšati indijsku tranziciju prema razvoju niskog sadržaja ugljika podupirući provedbu nacionalnih politika i programa za iskorištavanje vjetra s naglaskom na države Gujarat i Tamil Nadu. Njegov izlaz će biti procjenama resursa za identificiranje potencijalnih područja za razvoj na vodi uz obalu država Gujarat i Tamil Nadu. 
Dan globalnog vjetra, 15.6.
Dan globalnog vjetra je koordinirana akcija između Vijeća globalne energije vjetra (GWEC), WindEuropea i nacionalnih udruga za uvođenje široke javnosti na energiju vjetra kroz niz aktivnosti. U lipnju se održava stotine javnih događanja diljem svijeta od obiteljskih izleta i posjeta vjetroelektranama do seminara sa stručnjacima i vodećim industrijskim brojkama.

### Ekonomija vjetroelektrana
Energija vjetra polako postaje jedan od najjeftinijih izvora za proizvodnju električne energije i može ozbiljno konkurirati konvencionalnim elektranama kao što su elektrane na ugljen i plin. Stoga je i proizvodnja električne energije iz energije vjetra najbrže rastuća od svih nekonvencionalnih elektrana. U 5 godina, od 2010. do 2015. ukupna snaga vjetroelektrana u svijetu se udvostručila što je vidljivo iz dijagrama.
Od 433 GW najveći udio instalirane snage ima Kina (33,6%), zatim SAD (17,2%), Njemačka (10,4%), Indija (5,8%) i Španjolska (5,3%). Glavni faktori LCOE-a vjetroelektrana su kapitalna ulaganja, troškovi financiranja, troškovi pogona i održavanja i očekivana godišnja proizvodnja električne energije. Instalacija vjetroelektrane i solarnih ploča su najjeftinija ulaganja, iako u početku solarne ploče su bile skuplje, danas ih se može instalirati za 50 $/MWh. Sama cijena instalacija vjetroelektrane je 45 $/MWh trenutno, ali cijena pada iz godine u godinu. Za usporedbu instalacije elektrane na ugljen trenutno je 102 $/MWh, a nuklearne 148 $/MWh.
Iznos LCOE-a za priobalne vjetroelektrane se smanjio između 2010. i 2017. g za 13% na USD 0.14/kWh, dok je LCOE kopnene vjetroelektrane 2017. iznosio USD 0.06/kWh te je iz godine u godine manji. Za usporedbu iznos LCOE foslinih goriva je USD 0.17/kWh.

## Tržišna prognoza za 2018. – 2022.
840GW instalirane snage do 2022.
Posljedica globalne financijske krize u prethodnom desetljeću rezultiralo je prosječnim globalnim tržištima oko 40 GW instalirane snage za razdoblje od 2009. do 2013. Prekidajući granice od 50 GW po prvi put u 2014. godini, industrija je postavila rekord na više od 60 GW instalirane snage zbog nepravilno visokih postrojenja u Kini 2015. godine. 2016. godine tržište se vratilo na 'novo normalno' nešto više od 54 GW, a 2017. bila je u istom općem rasponu, što se očekuje za kraj 2018. godine.
Posljednih godina nekoliko je zemalja postavilo nove rekordne instalacije, kao i vjetroelektrane na pučini, koje su po prvi puta instalirane više od 4 GW u jednoj godini. Na moru predstavljaju samo oko 8% svjetskog tržišta i oko 3,5% globalne instalirane snage. Vjetroelektrane na moru generiraju znatno više električne energije od onih na kopnu. Duboka voda ima manju površinsku hrapavost, koja dosta utječe na brzinu vjetra koja je mnogo veća na moru.  Faktori snage su mnogo veći kod takvih instalacija. Morske instalacije vjetroagregata su skuplje od kopnenih. To je zbog toga što su im tornjevi viši kada se uračuna dio ispod vode i što je sama izgradnja skuplja. Proizvedena električna energija se do kopna prenosi putem podmorskog kabela. Održavanje je također skuplje, a mora se paziti i na zaštitu od korozije, zbog čega se često dodaju dodatni premazi i katodna zaštita.

## Događaji GWEC-a[6]

### Razvoj energije vjetra u Kolumbiji: izazovi i mogućnosti Bogota, Kolumbija
27/11/2018 - 27/11/2018
Zeleni rast u Kolumbiji postaje glavni prioritet zemlje, jer nedavna izvješća Ministarstva rudarstva i energetike upozoravaju na učinak El Nina na gospodarstvo, koji je već 2015. smanjio BDP za 0,2%. Jasno je da je potrebno uspostaviti politiku za prilagodbu klimatskim promjenama. U ovom jednodnevnom interaktivnom seminaru koji je GWEC organizirao po prvi puta u Kolumbiji, prikupili su se podaci zainteresiranih strana zajedno s energetskim tijelima i predstavnicima vlade kako bi se odgovorilo na sva pitanja vezana uz postupak razvoj vjetra.

### Brazil Windpower 2019
Sao Paulo, Brazil
28/05/2019 - 30/08/2019
Nakon 10 godina Brazil Windpower, kreće najveći događaj posvećen vjetru u Sao Paulo, u Transamerica Expo Center. Priprema se veliki događaj koji okuplja sve glavne rukovoditelje i vlasti iz sektora. Organiziraju se sajmovi, kongresi i raznovrsne radionice.

### MexicoWindPower 2019
20/3/2019 - 21/3/2019
Osmo izdanje jednog od najvažnijih kongresa o mogućnostima vjetra. Organiziraju se razni seminari i izložbe s ciljem stvaranja novih poslovnih kontakata. 

### Prošli događaji GWEC-a
- WindEurope konferencija i izložba 2017

Amsterdam, Nizozemska 28/11/2017 - 30/11/2017
- Windaba 2017 i WindAc Africa Cape Town, Južna Afrika 14/11/2017 - 16/11/2017 Windaba je najveća konferencija o vjetru na afričkom kontinentu koja okuplja oko 600 međunarodnih i domaćih    sudionika. Cilj konferencije je upoznavanje afričkog kontinenta s mogućnošću iskorištavanja vjetra te istraživanje tržišta.
- Kina 2017 Peking, Kina 17/10/2017 - 19/10/2017 Kina Wind Power (CWP) jedan je od najutjecajnijih događaja koji organizira pet vodećih organizacija: Kineska udruga za energiju vjetra  (CWEA), Kineske udruge obnovljivih izvora energije (CREIA), Globalno vijeće za energiju vjetra (GWEC), Kineski nacionalni centar za obnovljivu energiju (CNREC) i Kineska udruga energetskih uređaja (CWEEA).

## Postani član GWEC-a[7]
Mnogi ljudi su se pitali kako mogu poduprijeti industriju vjetra, što to se može učiniti za planet. Kao odgovor, GWEC je stvorio je jednokratni individualno članstvo za koje se svatko može prijaviti tako da se ispuni obrazac na službenoj stranici Vijeća.

## Vanjske poveznice
https://unfccc.int/
https://www.irena.org/
https://www.iea.org/
http://www.ren21.net/